# سوییملی (ویرجینیا)
سوییملی (به انگلیسی: Swimley) یک منطقهٔ مسکونی در ایالات متحده آمریکا است که در شهرستان کلارک، ویرجینیا واقع شده‌است.